# George Dyson (Historiker)

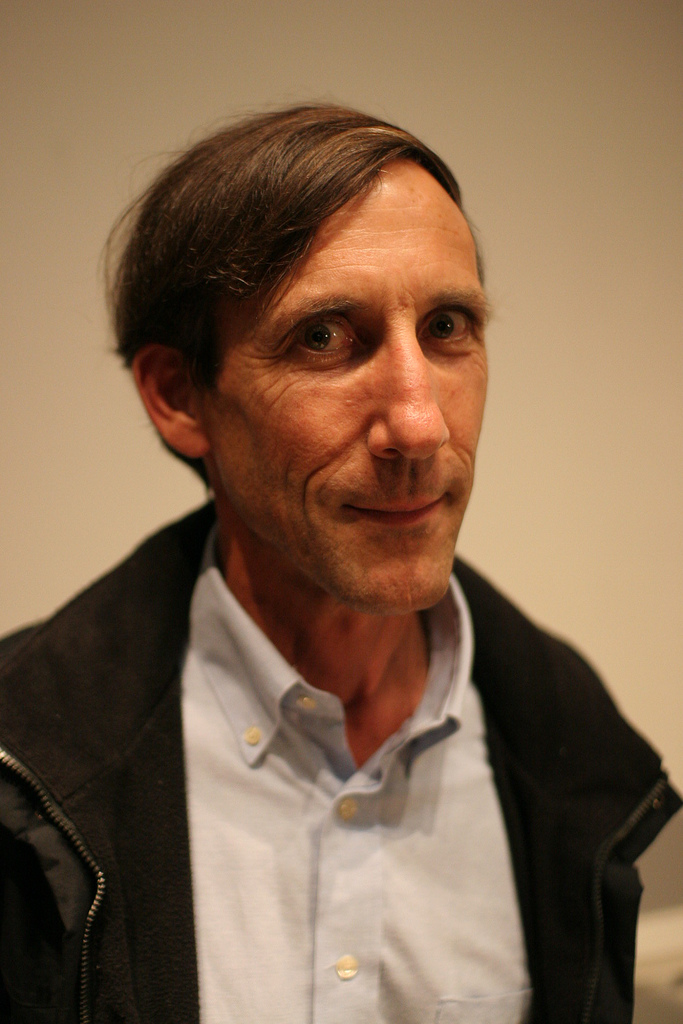
George Dyson

George Bernard Dyson (* 26. März 1953 in Ithaca, New York) ist ein US-amerikanischer Wissenschafts- und Technikhistoriker sowie Sachbuchautor.

## Leben
George Dyson wurde 1953 als Sohn der Mathematiker Freeman Dyson und Verena Huber-Dyson und als Enkel des englischen Komponisten George Dyson geboren. Seine Schwester ist Esther Dyson. Im Alter von sechzehn Jahren verließ er das Elternhaus, um an der Küste British Columbias in einem Baumhaus zu leben. Er widmete sich dort dem Bau von Baidarkas, dem traditionellen Kajak der Unangan, und gründete ein Unternehmen, das Baidarka-Kajaks herstellt. Zusammen mit seinem Buch Baidarka the Kayak führte dies zum Wiederaufleben der Baidarka-Kajaks.
Die Beziehung George Dysons zu seinem Vater wird in dem Buch The Starship and the Canoe von Kenneth Brower porträtiert.
Er ist Autor mehrerer Sachbücher über Themen im Bereich Wissenschaftsgeschichte und Technikphilosophie. In dem Buch Darwin Among the Machines stellte er die These auf, dass das Internet ein bewusstes Lebewesen sei. Für sein Buch über das Orion-Projekt, in dem sein Vater ein nukleargetriebenes Raumschiff entwickelte, gelang es ihm, soviel Material zu sammeln, dass die NASA an ihn herantrat, um knapp 2000 Seiten Kopien von Arbeiten zu kaufen, die im eigenen Archiv nicht mehr auffindbar waren.
Er ist heute als Berater und Philosoph im Bereich digitaler Technologien tätig. Er hält Vorlesungen zum Beispiel am Institute for Advanced Study oder bei der TED-Konferenz.

## Werke
- Baidarka the Kayak. Alaska Northwest Books, 1986, ISBN 0-88240-315-X.
  - deutsch: Faszination Baidarka: Geschichte, Entwicklung und Wiedergeburt des Alëuten-Kajaks. Touristbuch, Hannover 1989, ISBN 3-924415-11-0.
- Darwin Among the Machines. Allan Lane Science, 1998, ISBN 0-7382-0030-1.
  - deutsch: Darwin im Reich der Maschinen: die Evolution der globalen Intelligenz. Springer, Wien 2001, ISBN 3-211-83588-1.
- Project Orion: The Atomic Spaceship 1957–1965. Allan Lane Science, 2002, ISBN 0-7139-9267-0.
- Turing's Cathedral: The Origins of the Digital Universe. Pantheon, New York City 2012, ISBN 978-0-375-42277-5.
  - deutsch: Turings Kathedrale, Ullstein, Berlin 2014, ISBN 978-3-549-07453-4.[2]